# SummerSlam (1998)
SummerSlam (1998) foi o décimo-primeiro evento anual do SummerSlam, promovido pela World Wrestling Federation e transmitido por pay-per-view. Aconteceu dia 30 de agosto de 1998 no Madison Square Garden na cidade de Nova Iorque.

## Resultados
| Nº                                          | Resultados | Estipulações                                           | Tempo |
| ------------------------------------------- | --- | ------------------------------------------------------ | ----- |
| Heat                                        | Too Much (Scott Taylor e Brian Christopher) derrotaram L.O.D. 2000 (Hawk e Animal)                                                                                          | Luta de duplas                                         | N/A   |
| Heat                                        | Gangrel derrotou Dustin Rhodes | Luta individual                                        | N/A   |
| Heat                                        | The Disciples of Apocalypse (8-Ball e Skull) derrotaram Bradshaw e Vader | Luta de duplas                                         | N/A   |
| 1                                           | D'Lo Brown (c) derrotou Val Venis por dequalificação | Luta individual pelo WWF European Championship         | 15:24 |
| 2                                           | Oddities (Kurrgan, Golga e Giant Silva) (com Luna Vachon e Insane Clown Posse) derrotaram Kaientai (TAKA Michinoku, Dick Togo, Mens Teioh e Sho Funaki) (com Yamaguchi-san) | Luta 4-contra-3                                        | 10:10 |
| 3                                           | X-Pac derrotou Jeff Jarrett | Luta cabelo vs. cabelo                                 | 11:11 |
| 4                                           | Edge e Sable derrotaram Marc Mero e Jacqueline | Luta de duplas mistas                                  | 8:26  |
| 5                                           | Ken Shamrock derrotou Owen Hart (com Dan Severn) | Luta Lion's Den                                        | 9:16  |
| 6                                           | New Age Outlaws (Billy Gunn e Road Dogg) derrotaram Mankind (c) | Luta 2-contra-1 pelo WWF Tag Team Championship         | 5:16  |
| 7                                           | Triple H (com Chyna) derrotou The Rock (c) (com Mark Henry) | Luta de escadas pelo WWF Intercontinental Championship | 26:01 |
| 8                                           | Steve Austin (c) derrotou The Undertaker | Luta individual pelo WWF Championship                  | 20:52 |
| (c) – Refere-se aos campeões antes da luta. | |                                                        |       |